# Hyperrechthoek

Tweedimensionale projectie van een vierdimensionale hyperrechthoek

In de meetkunde is een hyperrechthoek de generalisatie in willekeurig veel dimensies van een tweedimensionale rechthoek en een driedimensionale balk. Een hyperkubus is een speciaal geval van een hyperrechthoek.

## Definitie
Een speciaal geval {\displaystyle H} van een hyperrechthoek in de {\displaystyle n}-dimensionale ruimte {\displaystyle \mathbb {R} ^{n}} is het cartesisch product van {\displaystyle n} reële intervallen {\displaystyle [a_{i},b_{i}]} met {\displaystyle a_{i}\leq b_{i}} voor {\displaystyle i=1,\ldots ,n}, dus:
{\displaystyle H=\prod _{i=1}^{n}[a_{i},b_{i}]=[a_{1},b_{1}]\times [a_{2},b_{2}]\times \ldots \times [a_{n},b_{n}]}.
Een willekeurige hyperrechthoek is het beeld onder een isometrische afbeelding van het speciale geval.

## Voorbeelden
Voor {\displaystyle n=1} krijgt men een interval, voor {\displaystyle n=2} een rechthoek en voor {\displaystyle n=3} een balk.
In het speciale geval dat alle intervallen gelijk zijn aan het eenheidsinterval {\displaystyle [0,1]}, is de hyperrechthoek een eenheidshyperkubus.
{\displaystyle H=\prod _{i=1}^{n}[0,1]=[0,1]^{n}}.

## Eigenschappen

### Randelementen
Voor  {\displaystyle n\geq 2} heeft iedere {\displaystyle n}-dimensionale  hyperrechthoek
- {\displaystyle 2^{n}} hoekpunten,
- {\displaystyle n2^{n-1}} ribben, die recht op elkaar staan
- {\displaystyle 2n} zijvlakken die op hun beurt weer hyperechthoeken van dimensie {\displaystyle n-1} zijn.

Allgemeen wordt een {\displaystyle n}-dimensionale  hyperrechthoek door
{\displaystyle {\binom {n}{k}}\cdot 2^{n-k}}
hyperrechthoeken van dimensie {\displaystyle k} begrenzt, waarbij {\displaystyle k\in \{0,\ldots ,n-1\}} is.

### Volume en oppervlakte
Het volume van een hyperrechthoek {\displaystyle H=\prod _{i=1}^{n}[a_{i},b_{i}]=[a_{1},b_{1}]\times [a_{2},b_{2}]\times \ldots \times [a_{n},b_{n}]} is
{\displaystyle \operatorname {vol} (H)=\prod _{i=1}^{n}(b_{i}-a_{i})=(b_{1}-a_{1})\cdot (b_{2}-a_{2})\dotsm (b_{n}-a_{n})}.
Dit is het uitgangspunt voor de bepaling van het volume van veel algemenere verzamelingen, zoals  in de constructie van de {\displaystyle n}-dimensionale lebesgue-maat duidelijk wordt. 
De oppervlakte bedraagt:
{\displaystyle \operatorname {vol} (\partial H)=2\sum _{j=1}^{n}\prod _{i=1 \atop i\neq j}^{n}(b_{i}-a_{i})}.